# 玛蒂尔德·克谢辛斯卡
玛蒂尔德·克谢辛斯卡（波蘭語：Matylda Maria Krzesińska），或玛蒂尔达·费利克索芙娜·克舍辛斯卡娅（俄语：Матильда Феликсовна Кшесинская，1872年8月31日—1971年12月6日）波兰-俄罗斯芭蕾舞演员，后来成为沙皇的尼古拉二世的情妇，俄罗斯的安德烈·弗拉基米洛维奇大公之妻。她的家在俄罗斯十月革命前被布尔什维克作为活动场所（今俄罗斯政治史博物馆）。